# Мочево
Мочево — деревня в Карамышевской волости Псковского района Псковской области России.
Расположена в 12 км к юго-востоку от села Карамышево и в 46 км к юго-востоку от центра города Пскова.
Численность населения деревни по состоянию на 2000 год составляла 28 человек.
До 1 января 2010 года деревня входила в состав ныне упразднённой Осиновичской волости.